# Emil Wetterlund
Emil Wetterlund, född 15 januari 1856 i Gustav Adolfs socken, Skaraborgs län, var en svensk skulptör och ornamentbildhuggare.  
Han var son till snickaren Johan Wetterlund och Sofia Andersdotter och bror till Johan Axel Wetterlund. Han var verksam under senare delen av 1800-talet med restaureringen av Uppsala domkyrka där han en tid hade Carl Eldh som hantlangare och elev. Han blev under sin livstid känd för att hugga amoriner, djurfigurer och ornament direkt ur träet utan skisser eller förlagor. Till följd av periodvis alkoholism och oregelbundet leverne avbröts hans lovande konstnärsbana tidigt. Han utvandrade till Norge 1902 och bosatte sig i Kristiania.